# Augustus 2012
Dit artikel geeft een chronologisch overzicht van belangrijke gebeurtenissen per dag in de maand augustus van het jaar 2012.

## Gebeurtenissen

### 1 augustus
- VN-waarnemers bevestigen het vermoeden dat rebellen in Aleppo over zware wapens beschikken; onder meer tanks.[1]
- Vier Spaanse regio's verzetten zich tegen plannen van de centrale regering om de tekorten van de regio's terug te dringen. De twee grootste, Andalusië en Catalonië, en twee kleinere, Asturië en de Canarische Eilanden, gaan niet akkoord met de bezuinigingsplannen.
- Het Fonds Podiumkunsten maakt bekend te bezuinigen op subsidies. Van alle subsidie-aanvragen honoreerde het fonds minder dan veertig procent. Onder meer De Appel, Het Toneel Speelt en Theaterfestival Boulevard worden gekort.[2]
- Zwemmer Daniel Gyurta wordt olympisch kampioen op de 200 meter schoolslag. De Hongaar tikt bovendien aan na 2.07,28, een nieuw wereldrecord.
- De voetbalploeg van Uruguay sneuvelt in de groepsfase bij de Olympische Spelen in Londen. De Britten zijn met 1-0 te sterk en gaan als groepswinnaar naar de kwartfinales.

### 4 augustus
- Door plotseling opkomend noodweer stort een grote feesttent in op het muziekfestivalterrein van Dicky Woodstock bij het Nederlandse dorp Steenwijkerwold. Dertien mensen raken gewond en belanden in het ziekenhuis.
- Noord-Korea, dat getroffen is door overstromingen door hevige regenval en een orkaan, wordt door de Verenigde Naties ondersteund met noodhulp.
- Bij een zelfmoordaanslag tijdens een rouwplechtigheid in Jaar in de provincie Abyan in het zuiden van Jemen komen minstens 35 mensen om het leven. De aanslag wordt toegeschreven aan Al Qaida.

### 5 augustus
- Een schutter doodt zes personen in en bij een sikh-tempel in de Amerikaanse plaats Oak Creek, Wisconsin.

### 6 augustus
- Het per ongeluk doorknippen van twee kabels bij een datacenter bij de stad Tampa leidt tot een enkele uren durende downtime van Wikipedia.
- De verkenner Curiosity landt op Mars. Het voertuig gaat de komende jaren onderzoeken of de rode planeet ooit in staat is geweest leven te herbergen.
- Riyad Farid Hijab, de premier van Syrië, loopt over naar de opstandelingen en vlucht naar Jordanië.

### 9 augustus
- Het computervirus XDocCrypt/Dorifel treft diverse overheidsinstellingen, universiteiten en bedrijven in Nederland. Het trojaanse paard versleutelt Word- en Exceldocumenten en wijzigt ze in uitvoerbare bestanden.

### 11 augustus
- Bij twee aardbevingen met een kracht van 6,4 en 6,3 op de schaal van Richter bij de stad Tabriz in het noordwesten van Iran vallen 306 doden en 3037 gewonden.

### 12 augustus
- Stephen Kiprotich schrijft de olympische marathon in Londen op zijn naam. De Oegandees blijft met 2.08,01 de Keniaanse concurrentie voor.
- Galatasaray wint voor de twaalfde keer de Turkse Super Cup. In Erzurum is de landskampioen Fenerbahçe, winnaar van de Turkse beker, met 3-2 de baas.
- De Kroatische waterpoloërs halen in het Londense Aquatics Centre voor het eerst goud op de Olympische Spelen. Ze winnen met 8-6 van Italië.[3]

### 13 augustus
- In navolging van Roderick Weusthof en Teun de Nooijer stopt ook Floris Evers als hockeyinternational. De 228-voudig middenvelder gaat wel door als clubhockeyer bij Amsterdam.
- Wielrenner Johann Tschopp wint de Ronde van Utah.

### 14 augustus
- FC Den Bosch mag naar een uitduel in de Jupiler League geen fans meenemen. De aanklager betaald voetbal van de KNVB legt de club ook een voorwaardelijke geldboete van 5000 euro op. FC Den Bosch wordt gestraft na ongeregeldheden bij het promotie/degradatieduel tegen Willem II op 20 mei.

### 15 augustus
- Tennisser Rafael Nadal zegt af voor de US Open, die maandag 27 augustus begint. De Spaanse nummer drie van de wereld heeft te veel last van een knieblessure.

### 16 augustus
- Ecuador verleent asiel aan de oprichter van WikiLeaks, Julian Assange, om zijn uitlevering aan Zweden te voorkomen.
- Leontien Zijlaard-Van Moorsel stopt na dit seizoen met haar eigen wielerploeg, AA Drink/Leontien.nl.
- Melky Cabrera wordt door de Amerikaanse honkbalfederatie voor vijftig wedstrijden geschorst omdat de speler van San Francisco Giants het spierversterkende hormoon testosteron bleek te gebruiken.[4]

### 18 augustus
- Een Piper Seneca stort in zee bij het Filipijnse eiland Masbate. Hierbij komt minister van Binnenlandse Zaken Jesse Robredo om het leven.
- De Algerijn Lakhdar Brahimi wordt de nieuwe VN-gezant voor Syrië. Hij volgt Kofi Annan op.
- Movistar Team wint de eerste etappe in de Vuelta. De Spaanse wielerploeg troeft de concurrentie af in de rit tegen de klok in Pamplona.

### 19 augustus
- Bij een vliegtuigcrash in Soedan vallen circa dertig doden onder de inzittende regeringsdelegatie, pers en beveiligers. De volledige bemanning en ten minste één minister komen hierbij om het leven.[5]
- Mark Chapman, de moordenaar van John Lennon, dient voor de zevende keer een verzoek in om te worden vrijgelaten; de vorige zes verzoeken zijn afgewezen.
- Bij een autorallyop de berg Tara in West-Servië vallen drie doden doordat een bestuurder het publiek inrijdt.[6]

### 20 augustus
- Myanmar kondigt het einde aan van de censuur op drukwerk. Deze censuur bestond sinds 1964.
- Technologiebedrijf Apple vestigt met een beurswaarde van ruim 620 miljard dollar een nieuw record. Het vorige record stond met 618,9 miljard dollar op naam van Microsoft.
- Bij een bermbomexplosie in de Afghaanse provincie Bamiyan komen drie Nieuw-Zeelandse militairen om. Een van hen had ook een Nederlands paspoort en ze is de eerste vrouwelijke soldaat uit Nieuw-Zeeland die sneuvelde sinds de Vietnamoorlog.[7]
- In een gevangenis in Venezuela komen bij gevechten tussen twee groepen zeker twintig gedetineerden om het leven.

### 22 augustus
- Rusland wordt na 18 jaar onderhandelen lid van de Wereldhandelsorganisatie.

### 24 augustus
- Zevenvoudig Tour de Francewinnaar Lance Armstrong geeft de strijd tegen de aantijgingen van de Amerikaanse dopingautoriteit USADA over dopinggebruik op.
- Massamoordenaar Anders Behring Breivik wordt toerekeningsvatbaar verklaard en krijgt een gevangenisstraf van 21 jaar.

### 25 augustus
- De ruimtesonde Voyager 1 bereikt als eerste door de mens gecreëerde object de interstellaire ruimte.

### 28 augustus
- Michelle Martin, medeplichtige in de zaak-Dutroux, wordt na 16 jaar celstraf onder voorwaarden vrijgelaten.

### 29 augustus
- In Venetië begint met de wereldpremière van The reluctant fundamentalist van de Indiase regisseur Mira Nair het jaarlijkse filmfestival. Het is de 69e editie van het festival.
- De burgemeester van New Orleans stelt een avondklok in. De orkaan Isaac is weliswaar afgezwakt tot een tropische storm, maar het is nog te gevaarlijk om buiten te zijn.
- De Paralympische Zomerspelen 2012 in Londen worden officieel geopend (en gesloten op 9 september).

## Overleden
<< · januari · februari · maart · april · mei · juni · juli · augustus · september · oktober · november · december · >>